# جايسون بيرغر
جايسون بيرغر (بالإنجليزية: Jason Berger)‏ هو رسام أمريكي، ولد في 22 يناير 1924، وتوفي في 17 أكتوبر 2010.